# Costa Rica en los Juegos Paralímpicos de Río de Janeiro 2016
Costa Rica estuvo representada en los Juegos Paralímpicos de Río de Janeiro 2016 por tres deportistas, dos hombres y una mujer, que compitieron en tres deportes. El equipo paralímpico costarricense no obtuvo ninguna medalla en estos Juegos.